# Hebenshausen
Hebenhausen is een dorp in de gemeente Neu-Eichenberg in het district (Landkreis) Werra-Meißner-Kreis in de Duitse deelstaat Hessen. Hebenhausen ligt aan de Uerdinger Linie, in het traditionele Nederduitse gebied.